# Anthophora biciliata
Anthophora biciliata ist eine Biene aus der Familie der Apidae.

## Merkmale
Die Bienen haben eine Körperlänge von 17 bis 18 Millimeter und sind damit verhältnismäßig groß. Die Weibchen haben Ähnlichkeit mit Hummeln. Ihr Kopf, Thorax und die ersten beiden Tergite sind braungrau, das dritte bis sechste Tergit dunkel behaart. Auf den Tergiten eins und zwei befinden sich undeutliche helle Endbinden. Die Schienenbürste (Scopa) ist weiß, ihre Oberkante ist gelb. Die Wangen sind ungefähr so lang, wie die Fühler breit sind. Die Männchen haben eine gelbe Zeichnung am Gesicht. Der Thorax ist am Rücken ebenso wie die ersten beiden Tergite graubraun behaart, die Tergite drei bis sieben sind schwarz, die Körperunterseite weiß behaart. Auf dem zweiten und dritten Tergit ist deutlich eine helle Endbinde erkennbar. Wie auch bei den Weibchen sind die Wangen so breit, wie die Fühler. Das siebte Tergit besitzt eine Pygidialplatte. Das Fersenglied (Metatarsus) bei den mittleren Beinen ist auf der Hinterkante mit langen, weißen Haaren versehen. Diese sind doppelt so lang, wie die Tarsenglieder breit sind. Das Krallenglied trägt an beiden Seiten schwarze Haarfransen. 

## Vorkommen und Lebensweise
Die Art ist von Algerien und Spanien über Südfrankreich, das Aostatal nach Ungarn und Griechenland verbreitet. Sie fliegt von Mitte Mai bis Mitte Juli. Die Weibchen legen ihre Nester im Erdboden an. Kuckucksbienen der Art sind unbekannt.

## Belege
Felix Amiet, M. Herrmann, A. Müller, R. Neumeyer: Fauna Helvetica 20: Apidae 5. Centre Suisse de Cartographie de la Faune, 2007, ISBN 978-2-88414-032-4.